# Silwan

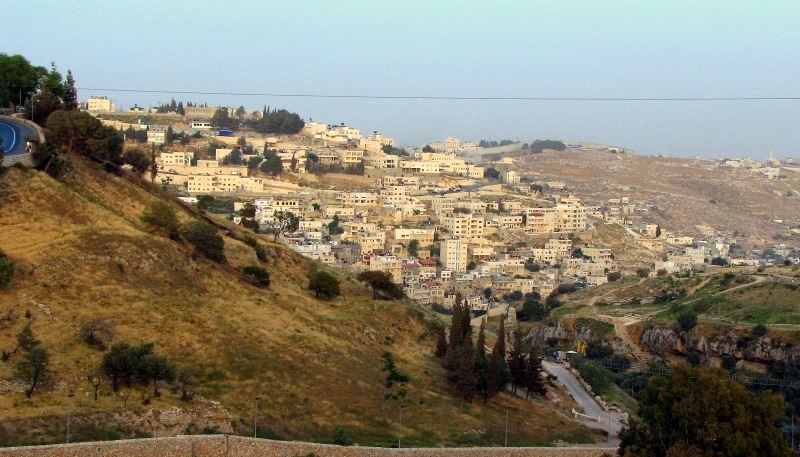
Vy över stadsdelen Silwan i Jerusalem

Silwan, eller Kfar Hashiloah, är en palestinskt dominerad stadsdel i Jerusalem. Befolkningen i stadsdelen uppgår till omkring 45000 personer.  